# My Home Hero
My Home Hero (яп. マイホームヒーロー, Mai Hōmu Hīrō, укр. Мій домашній герой) — манґа, написана Наокі Ямакава та проілюстрована Масаші Асакі. З травня 2017 року виходила у журналі сейнен-манґи Weekly Young Magazine. Аніме-адаптація від Tezuka Productions виходила з квітня по червень 2023 року.

## Сюжет
Тецуо Тосу — скромний робітник та звичайний сім'янин, який захоплюється детективними романами. Одного дня він баче сліди побоїв на обличчі своєї дочки, яка щойно почала жити самостійно. Тецуо швидко знаходить підозрюваного — її хлопця — та слідує за ним. Не знаючи, що це призведе його до подій, який назавжди змінять долю його сім'ї.

## Персонажі
Тецуо Тосу (яп. 鳥栖 哲雄, Tosu Tetsuo)
Тецуо 47 років, він працює на фабриці іграшок. Захоплюється письменництвом та публікує кримінальні романи на спеціалізованих сайтах. За народженням його звали — Тецуо Наеба, але після одруження він узяв прізвище своєї дружини — Тосу. Більш всього в житті Тецуо дорожить своєю невеликою родиною. І коли дізнається, що його доньку б'є хлопець, то одразу намагається їй допомогти.
Касен Тосу (яп. 鳥栖 歌仙, Tosu Kasen)
Касен — дружина Тецуо, 41-річна домогосподарка. Дізнавшись, що її чоловік вбив когось, вона без вагань допомагає йому замісити сліди. Касен народилась у багатій родині, але щоб вийти заміж за Тецуо вона відмовилася бути спадкоємицею.
Рейка Тосу (яп. 鳥栖 零花, Tosu Reika)
Донька Касен та Тесуо. У свої 18 років, поступив до університету, намагається жити самостійно та не турбувати своїми проблемами батьків. Разом зі своїм першим хлопцем Нобуто знімає квартиру. Але після того, як він жорстоко з нею поводитися, Рейка думає, що краще їм розлучитися та роз'їхатися. Наївна дівчина навіть не здогадується, що зустрічається з серійним злочинцем.
Кьоічі Мадзіма (яп. 間島 恭一, Majima Kyōichi)
20-річний молодий чоловік, який є частиною тієї ж злочинної організації, що й Нобуто. Коли Нобуто зникає, то Кьоічі назначають відповідальним за його пошук. Дуже скоро він запідозрить, що зникнення соратника якось пов'язане з батьком його дівчини.
Маторі Нобуто (яп. 麻取 延人, Matori Nobuto)
Якудза та перший хлопець Рейки Тосу. Він не тільки побивав Рейку, але мав довгу історію вбивства колишніх дівчат. Йому вдавалося приховувати свої злочини завдяки батькові, Йосітацу.
Маторі Йосітацу (яп. 麻取 義辰, Matori Yoshitatsu)
юрист злочинної організації та батько Нобуто.
Хібікі (яп. 響)
партнерка Нобуто, яка працює в кабаре. Оскільки до неї він ставилися добре, ніж до інших дівчат, то вона є однією з небагатьох людей, які дійсно піклувалися про Нобуто, коли він зник безвісти.
Кубо (яп. 窪)
Безжалісний лідер злочинної організації, членами якої є Кьоічі та Нобуто. Коли останній зникає, то Кубо борсає усі сили на його поїски, тому що той є сином юриста якудза.

## Медіа

### Манґа
My Home Hero, написана Наокі Ямакавой та проілюстрована Масаші Асакі, почала друкуватися видавництвом Kodansha у сейнен журналі Weekly Young Magazine 29 травня 2017 року. Згодом Kodansha анонсував, що почне видавати мангу в окремих танкобонах та вже 6 вересня 2017 року перший том поступив у продаж. Станом на 6 жовтня 2022 вийшло вісімнадцять томів.

### Аніме
19 червня 2022 року було анонсовано про початок роботи над адаптацію манги до аніме-серіалу від Tezuka Productions. Режисером виступив Такаші Камей, сценарій написав Кохей Кіясу, дизайн персонажів — Масацуне Ногучі, а музика — Кендзі Каваї. Аніме транслювалося з 2 квітня по 18 червня 2023 року на каналах Tokyo MX та BS NTV. Початковою темою стала «Ai no Uta» (яп. 愛の歌,, «Пісня про кохання»), Чіаі Фудзікави, а завершальною темою — «Decided» Dizzy Sunfist.
За межами Азії серіал ліцензував Crunchyroll, Medialink ліцензувала серіал у Південній, Південно-Східній Азії та Океанії, за винятком Австралії та Нової Зеландії. Ця ж компанія також транслює його на своєму ютуб каналі Ani-One Asia Youtube.

### Фільми
21 серпня 2023 року було анонсовано випуск телевізійну драму та ігровий фільм. Режисером обох екранізацій виступає Такахіро Аояма. Прем'єра телевізійної драми відбулася 24 жовтня 2023 року на програмному блоці Dramaism каналів MBS і TBS. Прем'єра фільму в кінотеатрах Японії відбулася 8 березня 2024 року.